# Гуйнань
35°35′14″ пн. ш. 100°44′45″ сх. д. / 35.58732° пн. ш. 100.74597° сх. д.
Гуйнань (кит. 贵南县, пін. Guìnán Xiàn) — один із повітів КНР у складі Хайнань-Тибетської автономної префектури, провінція Цинхай. Адміністративний центр — містечко Мангчу.

## Географія
Гуйнань лежить на висоті близько 3100 метрів над рівнем моря на північному сході Тибетського плато. Західним і північним кордоном повіту слугує річка Хуанхе.

### Клімат
Повіт знаходиться у зоні, котра характеризується континентальним субарктичним кліматом. Найтепліший місяць — липень із середньою температурою 13,8 °C. Найхолодніший місяць — січень, із середньою температурою -10,7 °С.
| Клімат повіту Гуйнань   | Клімат повіту Гуйнань | Клімат повіту Гуйнань | Клімат повіту Гуйнань | Клімат повіту Гуйнань | Клімат повіту Гуйнань | Клімат повіту Гуйнань | Клімат повіту Гуйнань | Клімат повіту Гуйнань | Клімат повіту Гуйнань | Клімат повіту Гуйнань | Клімат повіту Гуйнань | Клімат повіту Гуйнань | Клімат повіту Гуйнань |
| Показник                | Січ.                  | Лют.                  | Бер.                  | Квіт.                 | Трав.                 | Черв.                 | Лип.                  | Серп.                 | Вер.                  | Жовт.                 | Лист.                 | Груд.                 | Рік                   |
| Середній максимум, °C   | 0,1                   | 3,3                   | 7,9                   | 12,7                  | 16,1                  | 18,4                  | 20,7                  | 20,7                  | 16,8                  | 11,5                  | 6,2                   | 1,6                   | 11,3                  |
| Середня температура, °C | −10,7                 | −6,7                  | −1,2                  | 4,5                   | 8,8                   | 11,8                  | 13,8                  | 13                    | 8,9                   | 2,7                   | −4,7                  | −9,6                  | 2,6                   |
| Середній мінімум, °C    | −17,9                 | −14,2                 | −8,4                  | −2,8                  | 2                     | 5,7                   | 7,7                   | 6,7                   | 3,1                   | −3,2                  | −11,6                 | −16,8                 | −4,1                  |
| Норма опадів, мм        | 1.7                   | 3                     | 7.9                   | 19.2                  | 58.1                  | 77.9                  | 91.7                  | 76.8                  | 57.8                  | 20                    | 1.9                   | 1.6                   | 417.6                 |
| Вологість повітря, %    | 44                    | 39                    | 40                    | 45                    | 55                    | 64                    | 69                    | 68                    | 69                    | 59                    | 46                    | 44                    | 53.5                  |
| ----------------------- | --------------------- | --------------------- | --------------------- | --------------------- | --------------------- | --------------------- | --------------------- | --------------------- | --------------------- | --------------------- | --------------------- | --------------------- | --------------------- |
| Джерело: data.cma.cn    |                       |                       |                       |                       |                       |                       |                       |                       |                       |                       |                       |                       |                       |